# Oleg Aczapkin
Oleg Michajłowicz Aczapkin, ros. Олег Михайлович Ачапкин (ur. 22 marca 1967 w Moskwie) – rosyjski hokeista.

## Kariera
- Kristałł Elektrostal (1988-1989)
- Mietałłurg Czerepowiec (1992-1994)
- Mietałłurg Magnitogorsk (1994-1995)
- Mołot-Prikamje Perm (1995-1996)
- Toruń

Wychowywał się w Odincowie. W 1985 ukończył szkołę SDJuSzOR przy klubie Krylja Sowietow Moskwa. Od 1993 do 1995 grał w Siewierstali Czerepowiec. W sezonie 1994/1995 był zawodnikiem Mietałłurga Magnitogorsk. Grał w lidze polskiej w barwach drużyny z Torunia.
Po latach podjął występy w rozgrywkach amatorskich w barwach zespołów Wympieł Moskwa i Arktik.

## Sukcesy
Klubowe
- Brązowy medal mistrzostw Rosji: 1995 z Mietałłurgiem Magnitogorsk